# EADS Talarion
Talarion je bilo predlagano evropsko vojaško brezpilotno letalo z dolgim dosegom in dolgim časom leta. Razvijal ga evropski EADS s pomočjo turškega Turkish Aerospace Industries - TAI. Program so kasneje preklicali. 
Ime "Talarion" izhaja iz besede Talaria - sandali grškega boga Hermesa. 

## Specifikacije
- Posadka: brez
- Dolžina: 10 m (32,81 ft in)
- Razpon kril: 28 m (91,86 ft in)
- Višina: 3,45 m (11,32 ft in)
- Prazna teža: 3.200 kg (7055 lb)
- Gros teža: 10.000 kg (22046 lb)

- Največja hitrost: 630 km/h (391 mph)
- Dolet: 16.000 km (9942 milj)
- Višina leta (servisna): 15.000 m (49213 ft)